# Givoletto
Givoletto é uma comuna italiana da região do Piemonte, província de Turim, com cerca de 2.183 habitantes. Estende-se por uma área de 12 km², tendo uma densidade populacional de 182 hab/km². Faz fronteira com Varisella, La Cassa, Val della Torre, San Gillio.

## Demografia
| Variação demográfica do município entre 1861 e 2011                               |
|                                                                                   |
| Fonte: Istituto Nazionale di Statistica (ISTAT) - Elaboração gráfica da Wikipedia |